# Brahmana Keppige, Sagar
Brahmana Keppige là một làng thuộc tehsil Sagar, huyện Shimoga, bang Karnataka, Ấn Độ.